# Manta (Olaszország)
Manta (piemontiul: La Manta) település Olaszországban, Piemont régióban, Cuneo megyében. Lakosainak száma 3770 fő (2023. január 1.). Manta Lagnasco, Pagno, Saluzzo és Verzuolo községekkel határos.

## Népesség
A település lakossága az elmúlt években az alábbi módon változott:
| Lakosok száma | 3799 | 3807 | 3770 |
|               | 2017 | 2018 | 2023 |